# Stefan Nowak (polityk)
Stefan Antoni Nowak (ur. 8 lutego 1939 w Przybysławicach, zm. 29 marca 2025) – polski polityk i rolnik, poseł na Sejm IV kadencji, działacz Polskiego Stronnictwa Ludowego.

## Życiorys
Absolwent technikum rolniczego, prowadził gospodarstwo rolne. W latach 1990–2002 był przewodniczącym rady gminy Gołcza, a od 2002 do 2006 radnym powiatu miechowskiego, zasiadając w jego zarządzie. W wyborach parlamentarnych w 2001 kandydował do Sejmu z okręgu krakowskiego, mandat poselski objął 18 czerwca 2004 w miejsce Bogdana Pęka (wybranego na deputowanego do Parlamentu Europejskiego). W wyborach w 2005 i 2007 bez powodzenia kandydował do Sejmu. W latach 2006–2010 był radnym sejmiku małopolskiego, nie uzyskał następnie reelekcji.
Odznaczony Złotym Krzyżem Zasługi (1999).